# آندریا سالیناس
آندریا رز سالیناس (زاده ۶ دسامبر 1969) یک سیاستمدار آمریکایی است که از سال ۲۰۲۳ به عنوان نماینده ایالات متحده در حوزه انتخابیه ششم اورگن  خدمت می‌کند ناحیه ششم کنگره اورگان شامل تمام شهرستان‌های یام‌هیل و پولک، بخشی از شهرستان ماریون است که شامل سالم و وودبرن، بخش کوچکی از بیورتون و جوامع حومه‌ای در جنوب غربی پورتلند، از جمله تیگارد، توالتین و شروود است.
سالیناس که یکی از اعضای حزب دموکرات است، قبلاً از سال ۲۰۱۷ تا ۲۰۲۳ به عنوان نماینده ایالت اورگان برای ناحیه ۳۸، که شامل شهر دریاچه اسوگو و بخش‌هایی از جنوب غربی پورتلند است، خدمت کرده است. او یکی از اولین دو زن اسپانیایی‌تبار (در کنار لوری چاوز-دِرِمر) است که از اورگان برای کنگره ایالات متحده انتخاب شد.